# Tipula phaeoleuca
Tipula phaeoleuca är en tvåvingeart som beskrevs av Alexander 1940. Tipula phaeoleuca ingår i släktet Tipula och familjen storharkrankar. Inga underarter finns listade i Catalogue of Life.